# 141-es busz (Budapest)

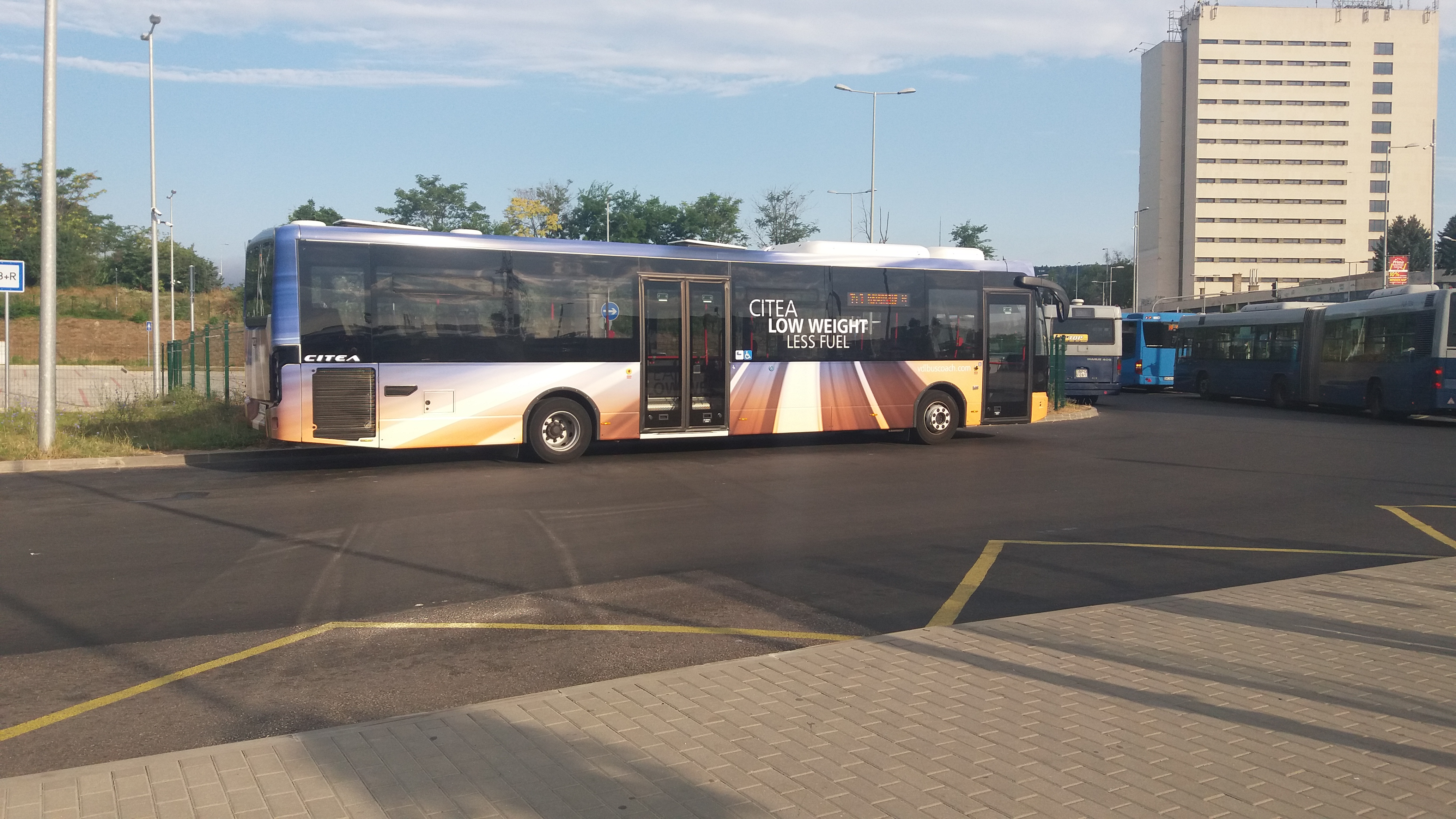
A járaton próbázó VDL Citea LLE 120-as típusú tesztbusz 2016. július 16-án

A budapesti 141-es jelzésű autóbusz Kelenföld vasútállomás és a Savoya Park között közlekedik. A vonalat az ArrivaBus üzemelteti.

## Története
1977. január 3-ától a 41Y busz 141-es jelzéssel közlekedett. 1992. november 30-án az Egérútnak az Olajbogyó utca és Péterhegyi út közötti 1988-ban elkészült első szakaszán és a kelenvölgyi Hunyadi Mátyás úton át az Albertfalva vasútállomás nyugati oldalán lévő Mustár utcáig hosszabbították.
2008. augusztus 21-én útvonalát meghosszabbították a Balatoni útig (Háros utca), amely az 58-as busz végállomása is. A 141-es busz útvonala a XXII. kerületben azonban eltért az 58-asétól. A járatnak betétjárata is közlekedett 141A jelzéssel a régi 141-es busz végállomásáig és csak csúcsidőben járt felváltva. A 2009-es paraméterkönyv bevezetésekor a 141A betétjárat megszűnt.
A vonalon közlekedő járművekre 2009. június 1-jétől csak az első ajtón lehet felszállni, ahol a járművezető ellenőrzi az utazási jogosultság meglétét.
Az M4-es metróvonal átadása után a Balatoni úton közlekedve éri el a korábbi Háros utca végállomását (új neve: Jégmadár utca), innen a Leányka utcai lakótelepig korábbi útvonalán közlekedik, a végállomása pedig a Savoya Parkhoz került. A Borszéki utcában található megállókban nem áll meg. Az átszervezés utáni kimaradó kelenvölgyi megállókat az 58-as busszal lehet megközelíteni.
2016. május 26. és június 1. között a vonalon közlekedett egy VDL Citea LLE 120 tesztbusz is.

## Útvonala
| Savoya Park felé |
| Kelenföld vasútállomás M vá. – Zelk Zoltán út – Péterhegyi út – Egérút – Balatoni út – Háros utca – Dévény utca – Ostor utca – Pannónia utca – Tóth József utca – Mária Terézia út – Leányka utca – Kitérő út – Szerémi út – Feltáró út – Savoya Park vá. |
| Kelenföld vasútállomás felé |
| Savoya Park vá. – Feltáró út – Fehérvári út – Kitérő út – Leányka utca – Kossuth Lajos utca – Tóth József utca – Pannónia utca – Széchenyi utca – Háros utca – Balatoni út – Egérút – Péterhegyi út – Zelk Zoltán út – Kelenföld vasútállomás M vá.       |

## Megállóhelyei
| 0                                                                              | Kelenföld vasútállomás M végállomás      | 27 | 1, 19, 49 8E, 40, 40B, 40E, 53, 58, 87, 87A, 88, 88A, 101B, 101E, 108E, 150, 150B, 153, 154, 172, 173, 187, 188, 188E, 250, 250B, 251, 251A, 251E, 272 689, 691, 710, 712, 715, 720, 722, 724, 725, 727, 731, 732, 734, 735, 736, 760, 762, 763, 764, 767, 770, 774, 775, 778, 779, 798, 799 S10 G10 S12 S30 G30 Z30 S34 S35 S36 S40 G40 Z40 S42 Z42 G43 G44 IC, EC, EN, sebesvonat, gyorsvonat, expresszvonat, |
| 6                                                                              | Régi vám                                 | 21 | 41 187 710, 712, 720, 722 |
| 9                                                                              | Antalháza                                | 18 | 101B 710, 712, 720, 722 |
| 10                                                                             | Balatoni út / Háros utca                 | 17 | 58, 150, 150B, 158 |
| 11                                                                             | Jégmadár utca                            | 16 | 58, 158 710, 712, 720, 722 |
| 11                                                                             | Liszt Ferenc út                          | 15 | 58, 158 |
| 12                                                                             | Komáromi út                              | 14 | |
| 13                                                                             | Hűség utca                               | 13 | |
| 14                                                                             | Római utca                               | 12 | |
| 15                                                                             | Dévény utca                              | ∫  | |
| ∫                                                                              | Húr utca                                 | 11 | |
| 17                                                                             | Wesselényi utca                          | ∫  | |
| ∫                                                                              | Gyűszű utca                              | 10 | |
| 18                                                                             | Ostor utca                               | ∫  | |
| ∫                                                                              | Promontor utca                           | 9  | |
| 19                                                                             | Széchenyi utca                           | 8  | |
| 20                                                                             | Komló utca                               | 7  | 58, 158, 250, 250B |
| 21                                                                             | Tóth József utca                         | 6  | 33, 58, 114, 158, 213, 214, 250, 250B |
| 23                                                                             | Városház tér                             | 4  | 47, 56 33, 58, 114, 133E, 158, 213, 214, 250, 250B, 251, 251A, 251E S30 G30 S34 S35 S36 S40 S42 G43 G44 (Budafok megállóhely) |
| 24                                                                             | Savoyai Jenő tér                         | 3  | 47, 56 33, 58, 114, 133E, 158, 213, 214, 250, 250B, 251, 251A, 251E |
| A barna hátterű megállót csak vasárnap késő este, illetve ünnepnapokon érinti. |                                          |    | |
| 25                                                                             | Savoyai Jenő tér (Törley tér) végállomás | 0  | 250 |
| A szürke hátterű megállókat vasárnap késő este és ünnepnapokon nem érinti.     |                                          |    | |
| 26                                                                             | Leányka utcai lakótelep                  | 2  | 47, 56 33, 58, 114, 158, 133E, 213, 214, 250, 251 |
| 29                                                                             | Savoya Park végállomás                   | 0  | 17, 48 33, 158, 250, 251 |